# Monomanie

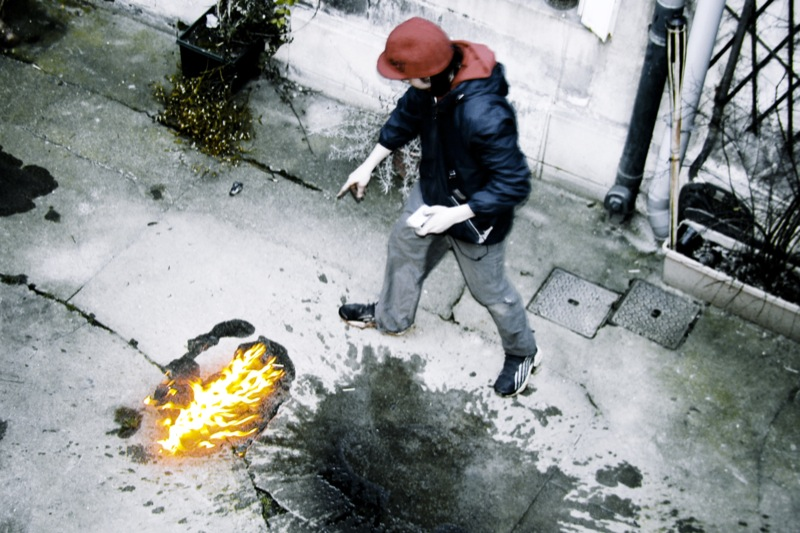
Pyromane.

En psychopathologie et psychiatrie du XIXe siècle, la monomanie (du grec ancien μόνος / monos « une seule » et μανία / maníā « folie, démence, état de fureur ») est un délire caractérisé par une préoccupation unique. La monomanie intellectuelle caractérise un patient obsédé par une ou plusieurs idées délirantes. La monomanie affective (en) ou raisonnante concerne un patient qui peut conserver une certaine conscience de son trouble, contrairement à la monomanie émotionnelle pour laquelle une ou plusieurs émotions abolissent son raisonnement et sa volonté. 

La Monomane de l'envie. Tableau de Théodore Géricault datant des années 1819-1822 représentant une monomane.

Alors que l'aliéniste Philippe Pinel se fonde encore en 1801 sur le traité hippocratique de La Maladie sacrée pour classer les troubles mentaux en manie, démence ou frénésie, idiotisme ou imbécillité et mélancolie, le psychiatre Jean-Étienne Esquirol crée en 1838 la classe des monomanies ou plus exactement remplace la mélancolie par la lypémanie et la monomanie. Après les années 1850, la monomanie disparaît en tant que critère de diagnostic en psychiatrie et n'apparaît plus dans le Manuel diagnostique et statistique des troubles mentaux. Néanmoins, un certain nombre de troubles psychiatriques autrefois classés comme monomanies sont toujours admis, comme le trouble des habitudes et des impulsions ou le trouble des conduites.

## Types
Le psychiatre Charles Chrétien Henri Marc enrichit et précise la classification de Jean-Étienne Esquirol (monomanies intellectuelle, affective et émotionnelle) tandis que Jean-Pierre Falret critique la notion de monomanie, en lui reprochant son extension indéterminée.
Voici une liste de différents types de monomanie :
- Érotomanie
- Idée fixe
- Kleptomanie
- Paranoïa
- Pyromanie
- Monomanie homicide
- Monomanie hypocondriaque
- Monomanie orgueilleuse ou ambitieuse[2]
- Monomanie religieuse et démonomanie
- Monomanie suicidaire